# Andrei Sergejewitsch Taratuchin
Andrei Sergejewitsch Taratuchin (russisch Андрей Сергеевич Таратухин; * 22. Februar 1983 in Omsk, Russische SFSR) ist ein ehemaliger russischer Eishockeyspieler, der zuletzt beim HSC Csíkszereda in der Ersten Liga unter Vertrag stand, die er mit dem Klub dreimal gewinnen konnte.

## Karriere
Taratuchin begann seine Karriere in der zweiten Mannschaft des HK Awangard Omsk in der drittklassigen Perwaja Liga, für die er bis 2001 spielte. Während des NHL Entry Draft 2001 wurde er von den Calgary Flames in der zweiten Runde an insgesamt 41. Stelle ausgewählt. Es erfolgte anschließend der Wechsel zum Zweitligisten Mostowik Kurgan, den er nach einer Saison wieder verließ. Er ging nach Omsk zurück und stürmte dort erstmals in der Superliga, bevor der Linksschütze zum HK Metschel Tscheljabinsk transferiert wurde. 2004 absolvierte der Center eine Spielzeit bei Salawat Julajew Ufa und ging nach Ende der Saison zum Ligarivalen Lokomotive Jaroslawl.
Zur Saison 2006/07 wechselte Taratuchin erstmals in die nordamerikanische American Hockey League, als er ein Angebot der Omaha Ak-Sar-Ben Knights annahm. Diese verließ nach einem Jahr wieder und wurde erneut von Salawat verpflichtet. Mit dem Klub wurde er 2008 Russischer Meister und absolvierte bis 2012 über 250 Partien für den Klub in der Superliga und Kontinentalen Hockey-Liga.
Im Juli 2012 kehrte er zu seinem Heimatverein nach Omsk zurück und absolvierte in der Folge 56 KHL-Partien für Omsk, ehe er im September 2013 von Neftechimik Nischnekamsk für ein Jahr unter Vertrag genommen wurde. In der Saison 2014/15 stand er bei Atlant Moskowskaja Oblast unter Vertrag, anschließend je eine Saison beim HK Jugra Chanty-Mansijsk und Metallurg Nowokusnezk. 2017 wechselte er nach Rumänien und schloss sich dem HSC Csíkszereda aus der Ersten Liga an, die er mit dem Klub 2020 und 2021 gewinnen konnte. Dabei war er im Sommer 2021 zum EV Füssen in die Oberliga Süd gewechselt. Die Allgäuer trennten sich jedoch bereits Ende Dezember aus wirtschaftlichen Gründen wieder von ihm. Daraufhin kehrte er im Januar 2022 nach Csíkszereda zurück und gewann mit dem Klub am Saisonende sowohl erneut die Erste Liga, als auch die rumänische Meisterschaft. Anschließend beendete er seine Karriere.

### International
Im Juniorenbereich spielte Taratuchin für Russland bei der U18-Weltmeisterschaft 2001 und den U20-Weltmeisterschaften 2002 und 2003, wo er jeweils den Titel gewinnen konnte.
Mit der russischen Herrenauswahl nahm er an den Olympischen Winterspielen 2006 in Turin teil, bei denen die Russen Vierter wurden.

## Erfolge und Auszeichnungen
- 2001 Goldmedaille bei der U18-Junioren-Weltmeisterschaft
- 2002 Goldmedaille bei der U20-Junioren-Weltmeisterschaft
- 2003 Goldmedaille bei der U20-Junioren-Weltmeisterschaft
- 2008 Russischer Meister mit Salawat Julajew Ufa
- 2011 Gagarin-Cup-Gewinn mit Salawat Julajew Ufa
- 2020 Gewinn der Ersten Liga mit dem HSC Csíkszereda
- 2021 Gewinn der Ersten Liga mit dem HSC Csíkszereda
- 2022 Gewinn der Ersten Liga mit dem HSC Csíkszereda
- 2022 Rumänischer Meister mit dem HSC Csíkszereda